# بيت الفار (أرحب)

تعديل مصدري - تعديل

بيت الفار هي إحدى قرى عزلة بني مرة بمديرية أرحب التابعة لمحافظة صنعاء، بلغ تعداد سكانها 42 نسمة حسب تعداد اليمن لعام 2004.